# Фрідріх Гаєк
Фрі́дріх-А́вґуст фон Гаєк  (нім. Friedrich August von Hayek Німецька: [ˈfʁiːdʁɪç ˈʔaʊɡʊst fɔn ˈhaɪɛk] ( прослухати); 8 травня 1899, Відень — 23 березня 1992, Фрайбург) — австро-британський економіст, представник Австрійської школи економіки, лібертаріанець, послідовний захисник ідей економічної свободи, лауреат Нобелівської премії з економіки 1974 р. 
Його праці присвячені економіці, політології та психології, історії, філософії та іншим галузям. Опонент Джона Мейнарда Кейнса. Наукову спадщину Фрідріха фон Гаєка становлять 18 книг, до яких належать: «Ціни та виробництво» (1931), «Чиста теорія капіталу» (1941), «Шлях до рабства» (1944), «Використання знання у суспільстві» (1945), «Контрреволюція науки» (1952), «Структура сприйняття» і «Конституція свободи» (1960), «Право, законодавство і свобода» (у трьох томах, 1973 — 1979), дві збірки лекцій і статей «Дослідження в філософії, політиці, економіці та історії ідей» (1967 — 1978), «Безробіття і грошова політика», «Уряд як генератор ділового циклу» (1979) та багато інших праць. Його лекція «Згубна самовпевненість» написана в 1988 р.

## Загальна характеристика
Поруч зі своїм вчителем Людвиґом фон Мізесом — основний представник Австрійської економічної школи в 20 ст., лауреат нобелівської премії, один з найважливіших представників лібералізму в ХХ столітті, конкурент Кейнса в Лондонській школі економіки. Усі його праці спрямовані проти соціалізму. Не піддавав сумніву, що деякі соціалісти прагнуть досягнення правильних цілей, але вважав, що запропонований ними шлях, який передбачав державне втручання в економіку, небезпечним. Він аргументував, що в економіці, де існує поділ праці, децентралізовано розподілена також інформація. Таким чином, неможливим є ефективне централізоване (державне) планування, бо воно зумовлює всю потрібну інформацію щодо можливостей та потреб окремих людей, а також ресурсів та цін. Пізніше розвивав свої теорії в антропологічних, культурних та інформаційно-теоретичних напрямах.
Гаєк був також противником кейнсіанства. За його тезою, велика економічна депресія кінця 1920 початку 1930 років була викликана помилковими інвестиціями підприємств та банків, які, в свою чергу, були спричинені помилковою грошовою та економічною політикою. Як його однодумець виступав Мілтон Фрідман.
Людвіг фон Мізес критикував Гаєка за відхилення від раціоналізму, оскільки останній застосовував переважно емпіричний підхід, враховуючи, наприклад, ірраціональну поведінку індивідів. Гаєк ж звинувачував Л. Мізеса в догматизмі.
Хесус Уерта де Сото стверджує, що аналіз соціальної реальності вимагає правильного поєднання наступних трьох підходів: теоретичного (Людвіг фон Мізес), історико-еволюційного (Фрідріх Гаєк) та етичного (Мюррей Ротбард).

## Представник лібералізму
У своєму Opus magnum «Шлях до рабства» (1944) вважає німецький націонал-соціалізм та італійський фашизм проявами соціалізму, а не формами капіталістичної реакції (Підкреслює, що Гітлер називав себе то захисником християнства, то соціалізму й демократії, але ніколи лібералізму). За його словами, мета його книги полягала у впливі на пануючу в той період часу суспільну думку, спрямовану проти лібералізму. Він вважав, що будь-яка форма соціалізму, колективізму та планової економіки суперечать ліберально-індивідуальним правам людини та принципам правової держави. Варварство та верховенство насильства не є результатом злобності як риси характеру окремих народів, зокрема, німецького, а спричинене реалізацією соціалістичних вчень. Пізніше, він вважав, що навіть державні втручання, які не ставлять під питання існування ринкової економіки, можуть серйозно зменшити індивідуальну свободу людини. Він пропагував індивідуальну готовність до ризику. На його думку, лібералізм не є ані догматичним, ані субститутом релігії, але демократія без капіталізму є неможливою. Отже, економічна свобода є передумовою для будь-якої іншої свободи.
Федералізм вважав найкращою моделлю, пропагував організацію у невеликих державних одиницях з метою уникнення тиранії наддержави.
В 1947 році він заснував ліберальне товариство "Мон Пелерін" , до складу якого входили такі видатні постаті як фон Мізес, Поппер, Ергард, Ойкен та інші. Німецька школа ордолібералізму продовжувала розвиток ідей Гаєка. Спочатку він підтримував формування соціальної ринкової економіки в ФРН, проте, після 1971 року критикував соціалістичні тенденції німецької економічної політики.
Гаєк підтримував думку ліберальних класиків Адама Сміта та Джона Лока, що економічний порядок є результатом людської діяльності (принцип невидимої руки).
Пропагував процес економічної конкуренції як процес відкриття.

## Теорія культурної еволюції
Будь-який інститут є в меншому або жодному сенсі результат людського упорядкування та розуму. Традиції є надзвичайно впливовими та недооцінюються соціалістичними теоретиками, водночас, ймовірність реалізації ідеального суспільства переоцінюється. Гаєк розрізняє два види порядку / систем:
- Спонтанний порядок («космос»), в якому індивіди досягаються своїх цілей за допомогою власних прагнень. Такий порядок потребує абстрактних правил, які в сформульовані в формі заборон та є загально-діючими, тобто не передбачають привілеїв.
- Організація («таксіс») є результатом свідомого дизайну. Тут існують конкретні правила, які сформульовані в формі імперативів. Досягнення індивідуальних цілей за допомогою власних прагнень є обмеженими, зокрема, з причини існування вертикальної ієрархії. Організація прагне до результативної справедливості за рахунок справедливості правил через перерозподіл. Приклад: підприємство, армія. Проте, будь-яке суспільство на практиці є змішаною формою.

Правила підлягають «культурній еволюції». Абстрактні правила не є результатом розуму, а виникли паралельно до нього та були випробуваними протягом поколінь. Ті групи, які впроваджуються абстрактні правила, є успішнішими ніж інші, зокрема, у виробництві зброї. Інші групи або зникли, або перейняли успішні правила. Таким чином, найкращі правила вижили внаслідок природної еволюції. У вимозі застосовувати конкретні імперативи та накази Гаєк вбачає найбільшу небезпеку для свободи. У цьому його підтримує Карл Попер, який розрізняє між закритим та відкритим суспільством.

### Спонтанний порядок
Провідною ідеєю економічної філософії Ф. Гаєка є концепція «спонтанного порядку», яка об'єднує такі положення:
- ринкова економіка виникає та еволюціонує як результат взаємодії людей, але це не означає можливості цілеспрямованого впливу людей на ці процеси;
- розвиток ринкової системи відбувається за власною внутрішньою логікою, зумовленою тим, що у її формуванні люди керуються своїми практичними знаннями. Ці знання є неусвідомленими, і тому не можуть бути формалізованими, узагальненими в теоріях і взятими за основу економічної політики;
- практичні знання господарюючих суб'єктів являють собою розсіяну і неякісну інформацію про умови та параметри поточної діяльності у сфері економіки;
- ринковий порядок цілком виключає можливість будь-якого зовнішнього втручання у цей процес без загрози часткової або повної руйнації;
- ринковий порядок принципово відрізняється від природних і технологічних об'єктів і систем, знання про які легко можна формалізувати за допомогою математичних графіків і формул і використовувати для управління ними.

Ідею спонтанності розвитку ринкового порядку Ф. Гаєк розповсюджує і на гроші, які, на його думку, не можуть виступати інструментом грошової політики держави, бо це призводить до інфляції та економічних спадів. Стабільність грошової системи може бути досягнута лише на основі її лібералізації, тобто відміною державної монополії на емісію грошей і конкуренцією приватних емітентів.

## Філософія права Гаєка
Таким чином, Гаєк виступає за домінацію першого виду порядку та абстрактні правила. Він пропонує сильне обмеження та точне визначення повноважень держави через конституцію з метою захисту прав індивідів. Згідно з його баченням, проблема не полягає у особах (тобто хто є правлячим, а хто підлеглим), а які повноваження надаються правлячій еліті. Чистої води демократію без обмеження державної діяльності він відхиляє, оскільки вона також схиляється до тоталітарності. Основними завданнями держави Гаєк бачить захист майна та забезпечення виконання укладених угод між індивідами. Для економічного порядку потрібна визначена та логічна інституційна рамка, усе інше індивіди можуть організовувати на ринках самостійно.

## Гаєк про роль економічної теорії
«Я питав себе про те, у чому полягає основна довгострокова користь, яку ми отримуємо від занять економічною наукою або про те, що спільного у людей, яких я вважаю хорошими економістами. (…) це не знання фактів й не знання окремих законів, яким підпорядковуються економічні явища, а здатність виявляти і спростовувати певні типи помилкових висновків. Думаю, немає сумнівів у тому, що одна з найбільш природних і важливих задач економіста — це не виправлення фактичних помилок, а виправлення помилкових логічних міркувань».

## Гаєк про соціалізм
«Суперечка про ринковий порядок і соціалізм є суперечкою про виживання — ні більше, ні менше. Дотримання соціалістичної моралі призвело б до знищення більшої частини сучасного людства і зубожіння основної маси тих, хто б залишився.»

## Вибрані праці

### Ціни та виробництво (1931)
Гаєк розвинув економічну теорію Людвіга фон Мізеса. Ціни та виробництво (англ. Prices and Production) є продовженням ідей Тимчасова рівновага та зміни вартості грошей (1928) (англ. The intertemporal price equilibrium and movements in the value of money). За працю Ціни та виробництво в 1974 Гаєка було нагороджено Нобелівською премією з економіки.
Його аналіз ґрунтується на традиційній теорії рівноваги. На ньому також відчувається вплив теорії Кнута Вікселя; невідповідність банківського відсотку за кредит природному відсотку спричиняє дисбаланс. В основі економічної теорії Гаєка лежать такі міркування: через добровільні заощадження зменшується попит на споживчі товари. Відносна ціна на споживчі товари зменшується. Збільшуються інвестиції в капітал, що призводить до падіння відсотку за кредит. Здешевлення позикового капіталу робить привабливішими інвестиції (Ефект Рікардо). Поки це ґрунтується на добровільних заощадженнях, економіка прямує до рівноваги.
При зниженні вартості грошей через штучне розширення кредиту зростають інвестиції в засоби виробництва. Однак, емітовані гроші згодом спричиняють зростання попиту на споживчі товари, виробництво яких було відносно зменшено через інвестиції в складніші та довші виробництва, які даватимуть віддачу лише через деякий час. Зростання відносних цін на споживчі товари спричиняє наслідки, протилежні першим наслідкам розширення кредиту: збільшуються прибутки в секторах промисловості, які найближче знаходяться до споживача, та зменшуються, у відносному вимірі, в інвестиційних секторах. Такі зміни спричиняють реструктуризацію економіки з інвестицій до споживання, з тяжкими втратами для інвестиційно-залежних галузей економіки. Рецесія стає неминучою, оскільки бракує справжніх ресурсів для завершення понад міру амбітних проектів.
Ситуацію, яка виникає внаслідок розширення кредиту можна порівняти з населенням ізольованого острову, яке витрачає всі заощадження на спробу будівництва величезної машини, яка б задовольняла всі потреби, а витративши всі заощадження та капітал до завершення будівництва населення має покинути проект та повернутись до збирання їжі.

### Шлях до рабства (1944)
У своїх дослідженнях Гаєк приділяв велику увагу всім різновидам соціалізму. У методологічному фокусі його праць завжди знаходилась проблема знань (розподілу інформації), яка поєднувала його соціологічні дослідження та зацікавлення психологією. Вже в 1920-ті роки він доводив, що в суспільстві з поділом праці інформація також розподілена та єдиний планувальник неспроможний охопити всю систему у всіх її деталях тому командна економіка принципово неможлива, або, щонайменше, істотно менш ефективна за ринкову. Згодом він розширив свою теорію на антропологічні, культурні та інформаційно-теоретичні спостереження. Тим самим він не ставив під сумнів високі моральні цілі деяких соціалістів, натомість, він ставив під сумнів запропонований шлях, особливо кожне втручання держави в економіку. 
1944 року у Великій Британії виходить друком Шлях до рабства (англ. The Road to Serfdom). У ній він пояснює, що націонал-соціалізм в Німеччині та фашизм в Італії не є — як вважали інтелектуали-соціалісти — формами капіталістичної реакції, а, натомість, «розвитком соціалізму». Згідно з Гаєком, мета книги у перетворені, поширених на той час антиліберальних настроїв більшості, та застереження щодо загроз соціалізму. Основний аргумент Гаєка полягає в тому, що всі види соціалізму, колективізму та командної економіки суперечать ліберальним правам індивіда та принципам правової держави. Варварство та деспотизм тоталітарних держав — а це в першу чергу Німеччина, Італія та Радянський Союз — не є наслідком жорстокості відповідних націй, а є наслідком втілення соціалістичних доктрин командної економіки. Втілення соціалістичних ідеалів неодмінно призводить до гноблення, навіть якщо це й не є метою соціалістів.
Згодом він розвинув цю теорію та додав, що навіть втручання держави, яке не ставлять під сумнів ринкову економіку, у віддаленій перспективі призводить до втрати свободи. Також він вважав, що «політична свобода в сенсі демократії, «внутрішня свобода», свобода в сенсі відсутності перешкод на шляху реалізації наших бажань, чи навіть свобода від страху та нужденності мають мало спільного з особистою свободою та часто конфліктують з нею. […] Свобода, про яку тут йдеться, може служити загальним політичним принципом та метою всіх визвольних рухів, полягає у відсутності довільно застосованого примусу.» Однак, він вважав необхідним примус тоді, коли ця свобода ставиться під сумнів: «дієвий захист свободи, таким чином, має бути сталим, догматичним та не робити жодних поступок доцільності, навіть тоді, коли неможливо точно встановити, що за винятком очевидних позитивних наслідків, можливі й негативні наслідки через її порушення. Свобода буде збережена лише тоді, коли її вважатимуть загальним принципом, застосування якого не вимагає обґрунтування».
По закінченню Другої світової війни Гаєк побачив шанс для відродження лібералізму. В 1947 році він заснував товариство Мон Пелерен як платформу для розвитку нового лібералізму. У першій зустрічі брали участь окрім знайомих Гаєка Людвіга фон Мізеса, Карла Поппера Людвіг Ерхард, Вальтер Ойкен та Вільгельм Рьопке, котрі займались підготовкою соціальної ринкової економіки в Західній Німеччині. Гаєк підтримував ідеї розбудови соціальної ринкової економіки на основі неолібералізму, але починаючи з середини 1960-х став попереджати про посилення втручання держави в економіку та прагнув надрукувати німецьке видання Шляху до рабства до 1971 року.
Окрім питань економіки, по закінченню Другої світової війни Гаєк присвячує основну увагу інформаційно-теоретичним, епістемологічними, культурологічними проблемам та філософії права і теоретичним проблемам психології.

### Конституція свободи (1960)
Вільне суспільство, згідно з Гайєком, має дотримуватись порядку на основі чітких абстрактних правил. Також необхідне дієве обмеження та точне визначення можливостей держави конституцією, аби захистити права індивіда. Найважливішим способом обмежити державний апарату примусу він вважав обов'язок діяти відповідно до загальних правил, та неможливість застосування сили за бажанням. Проблема не в тому, хто править, а в тому, скільки влади перебуває в руках правителів. Чиста, нічим не обмежена демократична влада має тенденцію до перетворення на «тоталітарну демократію». Розроблену в Конституції свободи систему можна характеризувати, як номократію. Подібна система не виключає можливості втручання держави в економіку, лише вимагає, аби таке втручання відбувалось згідно з чітко визначеними загальними правилами. Таким чином, Гаєк віддалявся від Laissez-faire. Однак деякі типи втручання, наприклад контроль за цінами або перерозподіл багатств, не сумісні з вільним суспільством.
В Конституції свободи Гаєк стає на захист суто негативної свободи. Він доводив, що з позитивної свободи випливає, що людина вільна лише тоді, коли може робити те, що забажає. Однак, це означатиме, що людина вільна лише тоді, коли всемогутня, що абсурдно. Але, якщо погодитись на обмежену позитивну свободу, тобто, людина вільна тоді, коли їй забезпечено деякі базові потреби, то така система не буде життєздатною в умовах плюралізму. Будучи прибічником індивідуалізму, він відкидав можливість обмеження свободи будь чим, окрім людей.
Режим, відданий справі встановлення соціальної справедливості створює умови для діяльності груп впливу. Якщо держава займається розподілом ресурсів за відсутності моральних критеріїв розподілу, а таку моральність неможливо встановити в умовах плюралізму, тоді групи впливу претендуватимуть на ресурси, які з їхньої суб'єктивної точки зору, справедливо їм належать. Швидше за все, це призведе до того, що держава розподілятиме ресурси на користь найвпливовіших груп в суспільстві.
Також Гаєк вважав, що до розуміння бідності слід підходити обережно. На його думку, бідність найліпше розглядати не у відносному вимірі, а в абсолютному. Якщо правильно розуміти бідність, то вільна економіка розв'язує проблему бідноти ліпше за перерозподіл ресурсів бюрократами.

### Згубна самовпевненість (1988)
«Згубна самовпевненість: помилки соціалізму» (англ. «The Fatal Conceit»), згідно з цією роботою, цінові сигнали — єдиний засіб надання можливості кожному економічному суб'єкту, який приймає рішення, повідомити приховані  або розпорошені знання один одному, щоб розв'язати проблему економічного розрахунку.

## Переклади українською
Книги
- Фрідріх А. Гайек. Право, законодавство і свобода. Нове визначення ліберальних принципів справедливості і політичної економії. Переклад з англійської: В. Дмитрук. Київ: Аквілон-Прес, 2000. 448 стор. ISBN 966-7209-01-6
- Фрідріх А. Хайєк. Право, законодавство та свобода. Нове викладення широких принципів справедливості та політичної економії. В 3 томах. Київ: Сфера, 1999—2000. ISBN 966-7267-65-2 (всі 3 томи)

- Т. 1. Правила та порядок. Переклад з англійської: Н. Комарова. 1999. 196 с. ISBN 966-7267-50-4
- Т. 2. Міраж соціальної справедливості. Переклад з англійської: Н. Комарова. 1999. 200 с. ISBN 966-7267-85-7
- Т. 3. Політичний устрій вільного народу. Переклад з англійської: Т. Комарова. 2000. 252 с. ISBN 966-7267-99-7

- Фрідріх А. Гаєк. Конституція свободи. Переклад з англійської: Мирослава Олійник та Андрій Королишин. Львів: Літопис, 2002. 556 с. ISBN 966-7007-44-7
- Фрідріх А. Гаєк. Індивідуалізм та економічний порядок. Переклад з англійської: ?. Харків: Акта, 2002. 418 стор. ISBN 966-7021-36-Х
- Фрідріх А. Гаєк. Скорочена версія для журналу «Читацький оглядач» книги Шлях до кріпацтва. Переклад з англійської: ГО «Ціна держави». Київ: ГО «Ціна держави», 2016. 66 стор. ebook (завантажити [Архівовано 9 грудня 2016 у Wayback Machine.])
перекладено за виданням Friedrich A. Hayek. The condensed version of «The Road to Serfdom» as it appeared in the April 1945 edition of Reader's Digest. London: The Institute of Economic Affairs. 1999. ISBN 9780255365307[28]
- Фрідріх фон Гаєк. Шлях до рабства в малюнках. Переклад і упорядкування: Валентина Галунько. Херсон: видавець Грінь Д. С.; Київ: Науково-дослідний інститут публічного права, 2017. 32 стор. (завантажити [Архівовано 6 березня 2017 у Wayback Machine.])[29]
- Фрідріх Гаєк. Шлях до рабства / пер. з англ. Сергій Рачинський. ― К. : Наш Формат, 2022. ― 208 с.

Статті
- Фрідріх Гаєк. Претензія на знання (1974, промова на здобуття нобелівської премії з економіки)[30] (завантажити [Архівовано 3 січня 2017 у Wayback Machine.])
- Фрідріх Гаєк. Значення конкуренції (1946)[31] (завантажити [Архівовано 24 жовтня 2016 у Wayback Machine.])

## Нагороди
Фрідріх фон Гаєк удостоєний нагород:
- 1974: Австрійський орден Пошани в галузі Науки та Мистецтв[de]
- 1974: Нобелівська премія з економіки
- 1977: Орден «Pour le Mérite»
- 1991: Президентська медаль Свободи